# Neonitocris postscutellaris
Neonitocris postscutellaris là một loài bọ cánh cứng trong họ Cerambycidae.